# La balada de Johnny Ringo
La balada de Johnny Ringo es un spaghetti western hispano-alemán del año 1966, dirigido por el director español José Luis Madrid.

## Argumento
Johnny Ringo es un pistolero perseguido al que todos tratan de matar, tras refugiarse en el Rancho Conroy, es asediado y mueren todos sus hombres, así como los miembros de la familia Conroy. Decide huir y cambiar su identidad para intentar sobrevivir.
- Datos: Q2559902